# Agim Cana
Pour les articles homonymes, voir Cana.
Agim Cana, né le 29 septembre 1956 à Gjakove, près de la frontière albanaise, est un footballeur professionnel albanais du Kosovo. Il a évolué comme milieu défensif, notamment au FC Pristina, de 1973 à 1986, en deuxième puis en première division yougoslave. Il est le père de Lorik Cana, lui-même footballeur.

## Carrière

### Carrière de joueur
- 1975 à 1985 : FC Pristina (Kosovo, ex-Yougoslavie), capitaine de l'équipe de première division
  - 1980 à 1981 : KF Vëllaznimi (Kosovo, ex-Yougoslavie), en prêt
- 1985-1986 : Kremser SC (club de la ville de Krems an der Donau, Autriche)
- 1986-1987 : Dinamo Zagreb (Croatie, ex-Yougoslavie)
- 1987-1988 : Gençlerbirliği SK (Turquie, première division)
- 1988-1989 : Samsunspor (Turquie, première division)[1]
- 1989-1990 : FC Montreux-Sports (Suisse)

### Carrière d'entraîneur
1990 à 2001 : Dardania Lausanne (Suisse) 

## Agim et Lorik
Passionné de football, Agim Cana ne fait qu'un avec la carrière de haut niveau de son fils Lorik Cana, dont il est le principal conseiller dans tout ce qui a trait à sa carrière de joueur amateur et professionnel. À partir de l'installation de Lorik à Marseille en tant que joueur de l'Olympique de Marseille en 2005, Agim Cana tisse des liens importants avec la Provence pour finalement s'installer à Cassis en 2008, après avoir vécu plus de dix ans à Lausanne. À compter de 2009 il devient officiellement agent de joueur, licencié par la fédération albanaise de football et répertorié par la FIFA (depuis 2001, les agents de joueurs ne sont pas licenciés directement par la FIFA mais par les différentes fédérations).

## Un citoyen européen
Agim Cana est le père de trois enfants, deux filles et un fils, il parle 8 langues (albanais et serbo-croate, mais aussi anglais, italien, français, allemand, russe et turc). Homme d'affaires avisé, Agim Cana est fortement impliqué dans la diaspora albano-kosovare (largement implantée en Suisse) qui est née de la guerre en ex-Yougoslavie. Tout au long d'une carrière de footballeur et d'entraîneur qui ont fait de lui un véritable citoyen européen, Agim Cana est resté attaché à ses origines, permettant ainsi à son fils Lorik Cana de devenir le capitaine de la sélection albanaise de football.